# Eugagrella palnica
Eugagrella palnica is een hooiwagen uit de familie Sclerosomatidae.